# Cliff Graydon
Cliff Graydon est un homme politique canadien, il est élu à l'Assemblée législative du Manitoba lors de l'élection provinciale de 2007. Il représente la circonscription d'Emerson en tant qu'un membre du Parti progressiste-conservateur du Manitoba.